# Gajus Andreae
Gajus Andreae (Leeuwarden, 13 juli 1805 - aldaar, 14 maart 1887) was een Nederlands jurist en rechter.

## Biografie
Andreae was een lid van het patriciaatsgeslacht Andreae en een zoon van notaris Pieter Andreae (1782-1855) en Maria Charlotta van Wicheren (1772-1831). Hij trouwde in 1836 met Marie Jeannette de Vriese (1809-1866) met wie hij vijf kinderen kreeg.
Andreae studeerde rechten te Groningen waar hij in 1829 promoveerde op Qua brevis continetur enarratio de origine atque progressu legislationis apud Romanos. Daarna werd hij advocaat tot hij in 1838 tot rechter bij de rechtbank Sneek werd benoemd en waar hij vanaf 1853 president van was. Die laatste functie verruilde hij in 1864 voor die van raadsheer bij het gerechtshof Leeuwarden, en in 1874 voor die van vicepresident, hetgeen hij tot 10 november 1875 zou blijven.